# Premi César 1996

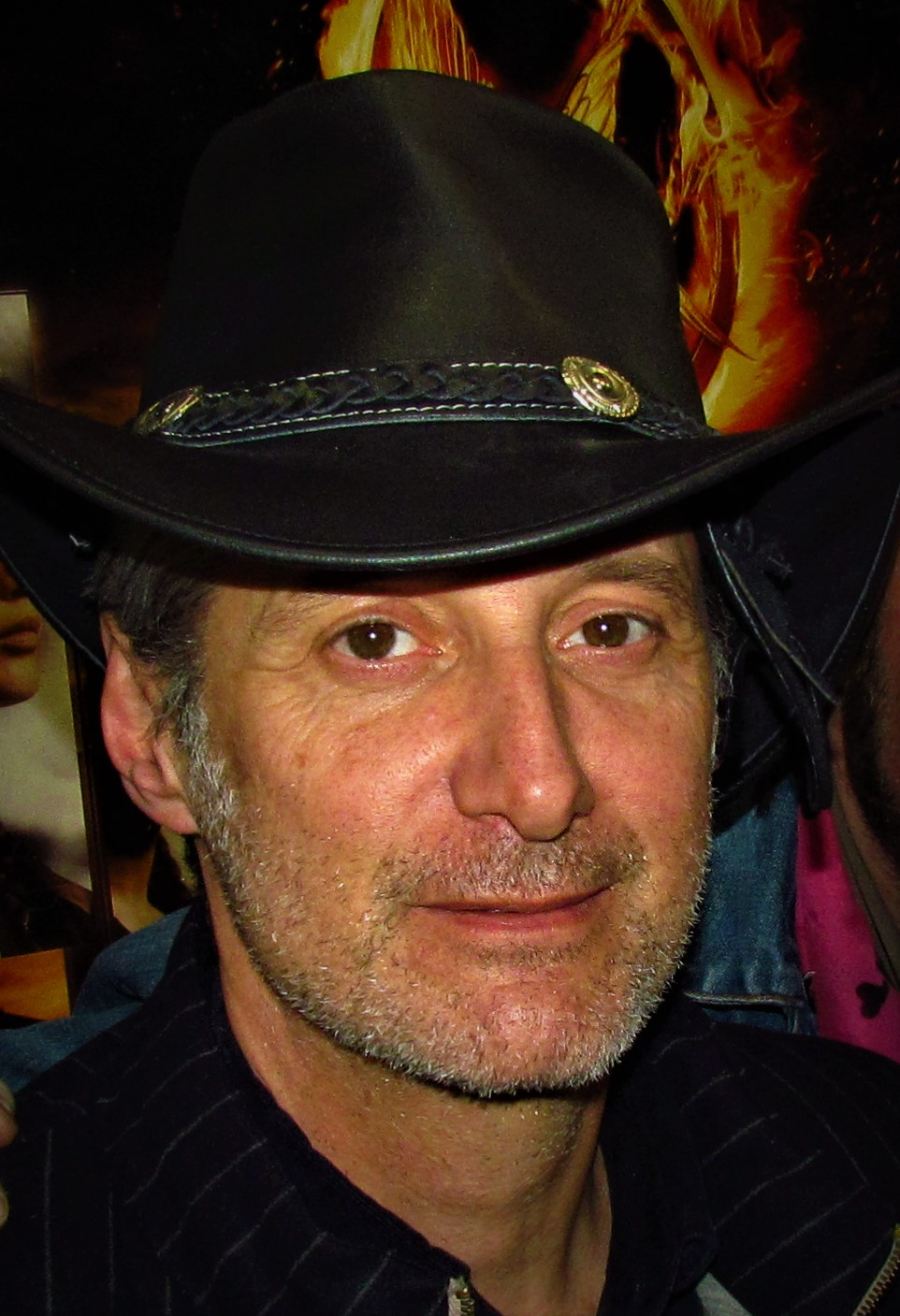
Antoine de Caunes presentatore della cerimonia

La cerimonia di premiazione della 21ª edizione dei Premi César si è svolta il 3 febbraio 1996 al Théâtre des Champs-Élysées di Parigi. È stata presieduta da Philippe Noiret e presentata da Antoine de Caunes. È stata trasmessa da Canal+.
Il film che ha ottenuto il maggior numero di candidature (undici) è stato Nelly e Mr. Arnaud (Nelly et Monsieur Arnaud) di Claude Sautet, mentre il film che ha vinto il maggior numero di premi (tre) è stato L'odio (La haine) di Mathieu Kassovitz.

## Vincitori e candidati
I vincitori sono indicati in grassetto, a seguire gli altri candidati.

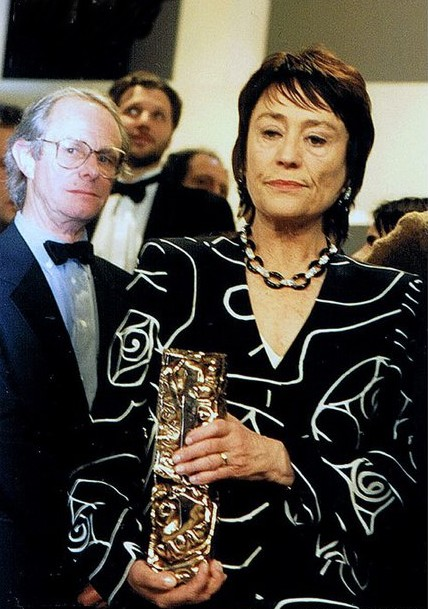
Annie Girardot con il César ricevuto come migliore attrice non protagonista

### Miglior film
- L'odio (La haine), regia di Mathieu Kassovitz
- Il buio nella mente (La cérémonie), regia di Claude Chabrol
- La felicità è dietro l'angolo (Le bonheur est dans le pré), regia di Étienne Chatiliez
- Nelly e Mr. Arnaud (Nelly et Monsieur Arnaud), regia di Claude Sautet
- Peccato che sia femmina (Gazon maudit), regia di Josiane Balasko
- L'ussaro sul tetto (Le hussard sur le toit), regia di Jean-Paul Rappeneau

### Miglior regista
- Claude Sautet - Nelly e Mr. Arnaud (Nelly et monsieur Arnaud)
- Josiane Balasko - Peccato che sia femmina (Gazon maudit)
- Claude Chabrol - Il buio nella mente (La cérémonie)
- Étienne Chatiliez - La felicità è dietro l'angolo (Le bonheur est dans le pré)
- Mathieu Kassovitz - L'odio (La haine)
- Jean-Paul Rappeneau - L'ussaro sul tetto (Le hussard sur le toit)

### Miglior attore
- Michel Serrault - Nelly e Mr. Arnaud (Nelly et monsieur Arnaud)
- Vincent Cassel - L'odio (La haine)
- Alain Chabat - Peccato che sia femmina (Gazon maudit)
- François Cluzet - Les apprentis
- Jean-Louis Trintignant - Fiesta

### Miglior attrice
- Isabelle Huppert - Il buio nella mente (La cérémonie)
- Sabine Azéma - La felicità è dietro l'angolo (Le bonheur est dans le pré)
- Emmanuelle Béart - Nelly e Mr. Arnaud (Nelly et monsieur Arnaud)
- Juliette Binoche - L'ussaro sul tetto (Le hussard sur le toit)
- Sandrine Bonnaire - Il buio nella mente (La cérémonie)

### Migliore attore non protagonista
- Eddy Mitchell - La felicità è dietro l'angolo (Le bonheur est dans le pré)
- Jean-Hugues Anglade - Nelly e Mr. Arnaud (Nelly et monsieur Arnaud)
- Jean-Pierre Cassel - Il buio nella mente (La cérémonie)
- Ticky Holgado - Peccato che sia femmina (Gazon maudit)
- Michael Lonsdale - Nelly e Mr. Arnaud (Nelly et monsieur Arnaud)

### Migliore attrice non protagonista
- Annie Girardot - I miserabili (Les misérables)
- Jacqueline Bisset - Il buio nella mente (La cérémonie)
- Clotilde Courau - Élisa
- Carmen Maura - La felicità è dietro l'angolo (Le bonheur est dans le pré)
- Claire Nadeau - Nelly e Mr. Arnaud (Nelly et monsieur Arnaud)

### Migliore promessa maschile
- Guillaume Depardieu - Les apprentis
- Vincent Cassel - L'odio (La haine)
- Hubert Koundé - L'odio (La haine)
- Olivier Sitruk - L'esca (L'appât)
- Saïd Taghmaoui - L'odio (La haine)

### Migliore promessa femminile
- Sandrine Kiberlain - En avoir (ou pas)
- Isabelle Carré - L'ussaro sul tetto (Le hussard sur le toit)
- Clotilde Courau - Élisa
- Marie Gillain - L'esca (L'appât)
- Virginie Ledoyen - La fille seule

### Migliore sceneggiatura originale o miglior adattamento
- Telsche Boorman e Josiane Balasko - Peccato che sia femmina (Gazon maudit)
- Caroline Eliacheff e Claude Chabrol - Il buio nella mente (La cérémonie)
- Jacques Fieschi e Claude Sautet - Nelly e Mr. Arnaud (Nelly et monsieur Arnaud)
- Mathieu Kassovitz - L'odio (La haine)
- Florence Quentin - La felicità è dietro l'angolo (Le bonheur est dans le pré)

### Migliore fotografia
- Thierry Arbogast - L'ussaro sul tetto (Le hussard sur le toit)
- Pierre Aïm - L'odio (La haine)
- Darius Khondji - La città perduta (La cité des enfants perdus)

### Miglior montaggio
- Mathieu Kassovitz e Scott Stevenson - L'odio (La haine)
- Noëlle Boisson - L'ussaro sul tetto (Le hussard sur le toit)
- Jacqueline Thiédot - Nelly e Mr. Arnaud (Nelly et monsieur Arnaud)

### Migliore scenografia
- Jean Rabasse - La città perduta (La cité des enfants perdus)
- Jacques Rouxel, Ezio Frigerio e Christian Marti - L'ussaro sul tetto (Le hussard sur le toit)
- Michèle Abbé-Vannier - Madama Butterfly (Madame Butterfly)

### Migliori costumi
- Christian Gasc - Madama Butterfly (Madame Butterfly)
- Jean-Paul Gaultier - La città perduta (La cité des enfants perdus)
- Franca Squarciapino - L'ussaro sul tetto (Le hussard sur le toit)

### Migliore musica
- Zbigniew Preisner, Serge Gainsbourg e Michel Colombier - Élisa
- Angelo Badalamenti - La città perduta (La cité des enfants perdus)
- Jean-Claude Petit - L'ussaro sul tetto (Le hussard sur le toit)
- Philippe Sarde - Nelly e Mr. Arnaud (Nelly et monsieur Arnaud)

### Miglior sonoro
- Pierre Gamet, Jean Goudier e Dominique Hennequin - L'ussaro sul tetto (Le hussard sur le toit)
- Dominique Dalmasso e Vincent Tulli - L'odio (La haine)
- Pierre Lenoir e Jean-Paul Loublier - Nelly e Mr. Arnaud (Nelly et monsieur Arnaud)

### Miglior film straniero
- Terra e libertà (Land and Freedom), regia di Ken Loach
- I ponti di Madison County (The Bridges of Madison County), regia di Clint Eastwood
- Smoke, regia di Wayne Wang e Paul Auster
- I soliti sospetti (The Usual Suspects), regia di Bryan Singer
- Underground, regia di Emir Kusturica

### Migliore opera prima
- Les trois frères, regia di Didier Bourdon e Bernard Campan
- En avoir (ou pas), regia di Laetitia Masson
- Pigalle, regia di Karim Dridi
- Rosine, regia di Christine Carrière
- État des lieux, regia di Patrick Dell'Isola e Jean-François Richet

### Miglior cortometraggio
- Le moine et le poisson, regia di Michaël Dudok de Wit
- Le bus, regia di Jean-Luc Gaget
- Corps inflammables, regia di Jacques Maillot
- Roland, regia di Lucien Dirat

### Miglior produttore
- Christophe Rossignon - L'odio (La haine)

### Premio César onorario
- Lauren Bacall
- Henri Verneuil

### Omaggio
- Gene Kelly